# Липовлє
44°50′ пн. ш. 15°11′ сх. д. / 44.83° пн. ш. 15.18° сх. д.
Липовлє (хорв. Lipovlje) — населений пункт у Хорватії, у Лицько-Сенській жупанії у складі міста Оточаць.

## Населення
Населення за даними перепису 2011 року становило 214 осіб.
Динаміка чисельності населення поселення:

## Клімат
Середня річна температура становить 8,02 °C, середня максимальна – 21,29 °C, а середня мінімальна – -7,00 °C. Середня річна кількість опадів – 1394 мм.
| Клімат поселення                              | Клімат поселення | Клімат поселення | Клімат поселення | Клімат поселення | Клімат поселення | Клімат поселення | Клімат поселення | Клімат поселення | Клімат поселення | Клімат поселення | Клімат поселення | Клімат поселення | Клімат поселення |
| Показник                                      | Січ.             | Лют.             | Бер.             | Квіт.            | Трав.            | Черв.            | Лип.             | Серп.            | Вер.             | Жовт.            | Лист.            | Груд.            |                  |
| Середній максимум, °C                         | 5,20             | 6,31             | 9,17             | 13,13            | 17,85            | 21,29            | 21,29            | 21,10            | 16,96            | 12,76            | 7,60             | 3,72             |                  |
| Середня температура, °C                       | −0,9             | 0,22             | 3,07             | 7,02             | 11,76            | 15,19            | 17,38            | 17,18            | 13,05            | 8,83             | 3,69             | −0,2             |                  |
| Середній мінімум, °C                          | −7               | −5,88            | −3,03            | 0,93             | 5,66             | 9,09             | 13,46            | 13,26            | 9,14             | 4,92             | −0,23            | −4,11            |                  |
| Норма опадів, мм                              | 100              | 100              | 103              | 116              | 103              | 106              | 68               | 90               | 136              | 157              | 175              | 140              |                  |
| Середньомісячна швидкість вітру, м/с          | 2.45             | 2.59             | 2.80             | 2.69             | 2.48             | 2.28             | 2.22             | 2.15             | 2.23             | 2.41             | 2.66             | 2.70             |                  |
| Середньомісячна сонячна радіація, кДж/м²·день | 4525             | 7233             | 10590            | 15024            | 19095            | 20808            | 22837            | 19488            | 14297            | 9257             | 4919             | 3783             |                  |
| --------------------------------------------- | ---------------- | ---------------- | ---------------- | ---------------- | ---------------- | ---------------- | ---------------- | ---------------- | ---------------- | ---------------- | ---------------- | ---------------- | ---------------- |
| Джерело:                                      |                  |                  |                  |                  |                  |                  |                  |                  |                  |                  |                  |                  |                  |